# Гарлінген
Гарлінген (нід. Harlingen; західнофризька назва — Harns) — громада і місто на півночі Нідерландів, у провінції Фрисландія, розташоване на Вадденському морі; старе поселення з довгою історією рибальства і судноплавства.
Населення міста станом на 1 січня 2021 року становить 14810 осіб.
До громади Гарлінгена входять такі населені пункти:
- Гарлінген / Harlingen (західнофризькою: Гарнс / Harns);
- Мідлюм / Midlum (Муллум / Mullum);
- Вейналдюм / Wijnaldum (Вінаам / Winaam).

Гарлінген дістав міські права в 1234 році.
Місто обслуговує 2 залізничні станції на лінії, що сполучає їх із Леварденом: «Гарлінгенська бухта» і власне «Гарлінген». З міста вирушає пором до островів Вліланд (Vlieland) і Терсхеллінг (Terschelling) у Вадденському морі.
Нідерландський Гарлінген має місто-«тезку» в американському Техасі — Harlingen, що пояснюється тим, що чимало техаських першопеселенців були саме з цього фризького міста.
Адміралтейство Фрисландії, засноване в Доккумі у 1597 році, переїхало до Гарлінгена в 1645 році.

## Визначні мешканці
- Якоб Баккер (1609–1651) — художник, представник Золотої доби голландського живопису.
- Сімон Вестдейк (1898–1971) — нідерландський письменник, що 15 разів номінувався на Нобелівську премію. Неодноразово зображував рідне місто у своїх творах (наприклад, Lahringen).

## Галерея

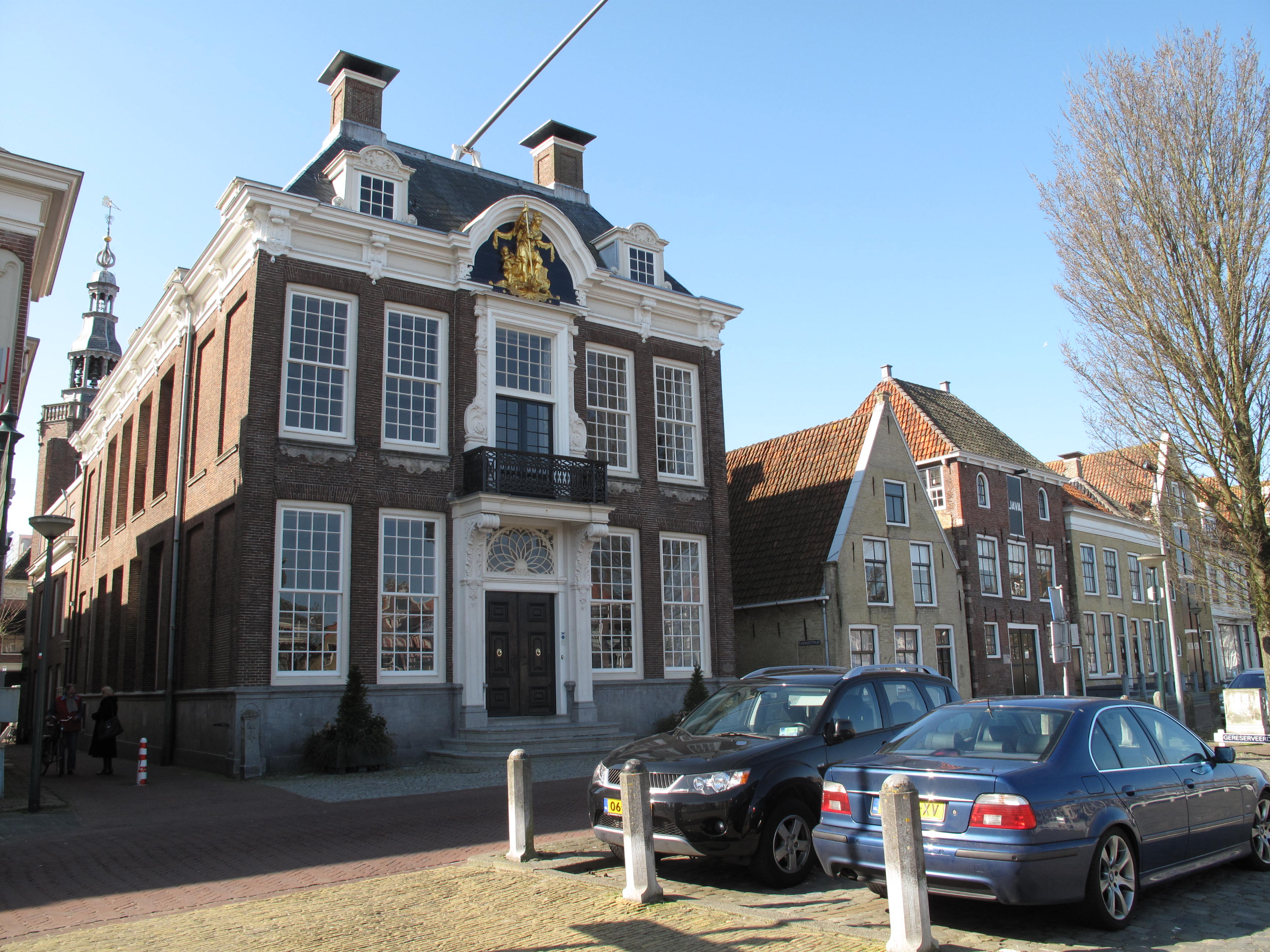
Гарлінгенська ратуша
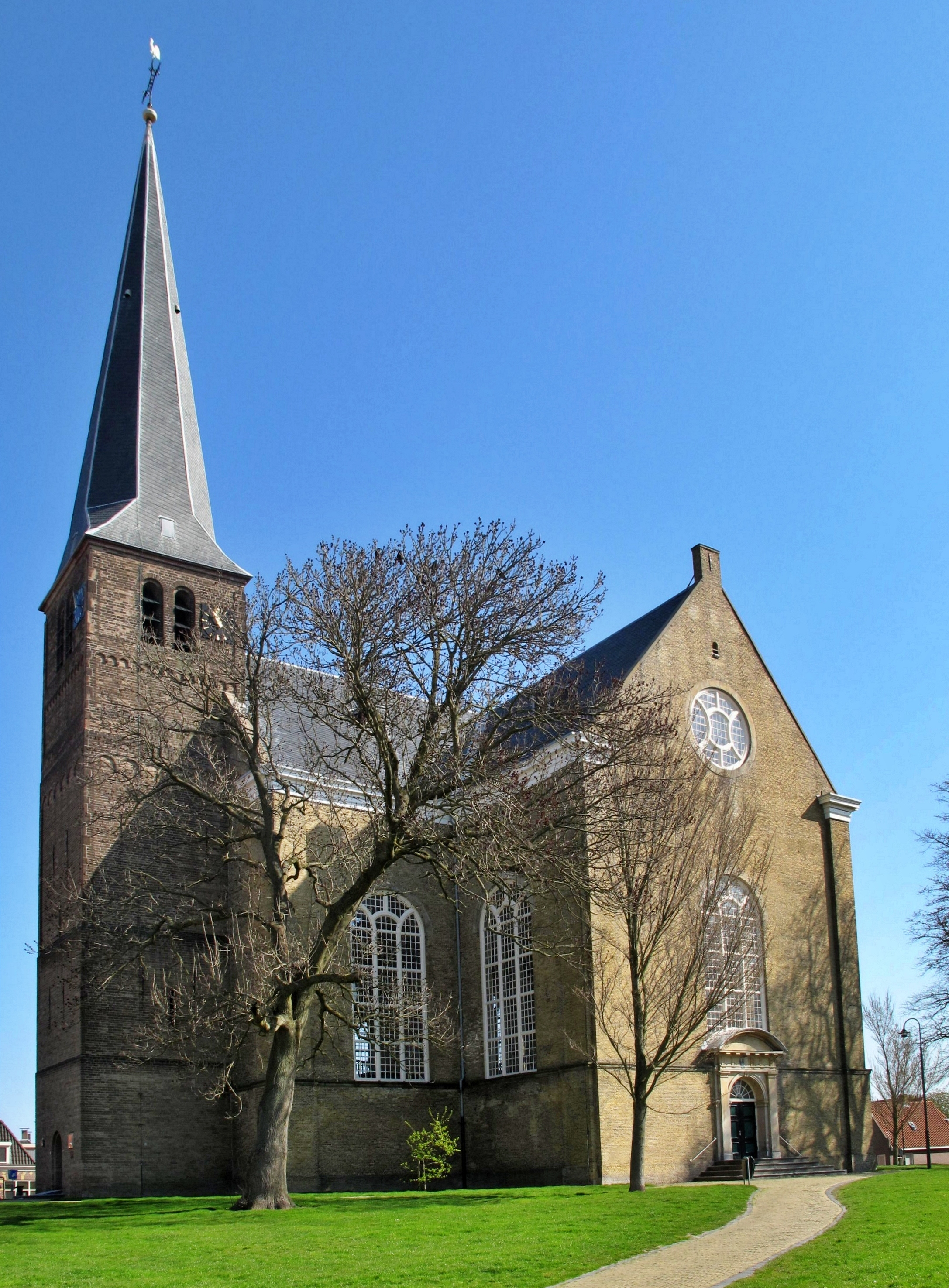
Церква в Гарлінгені
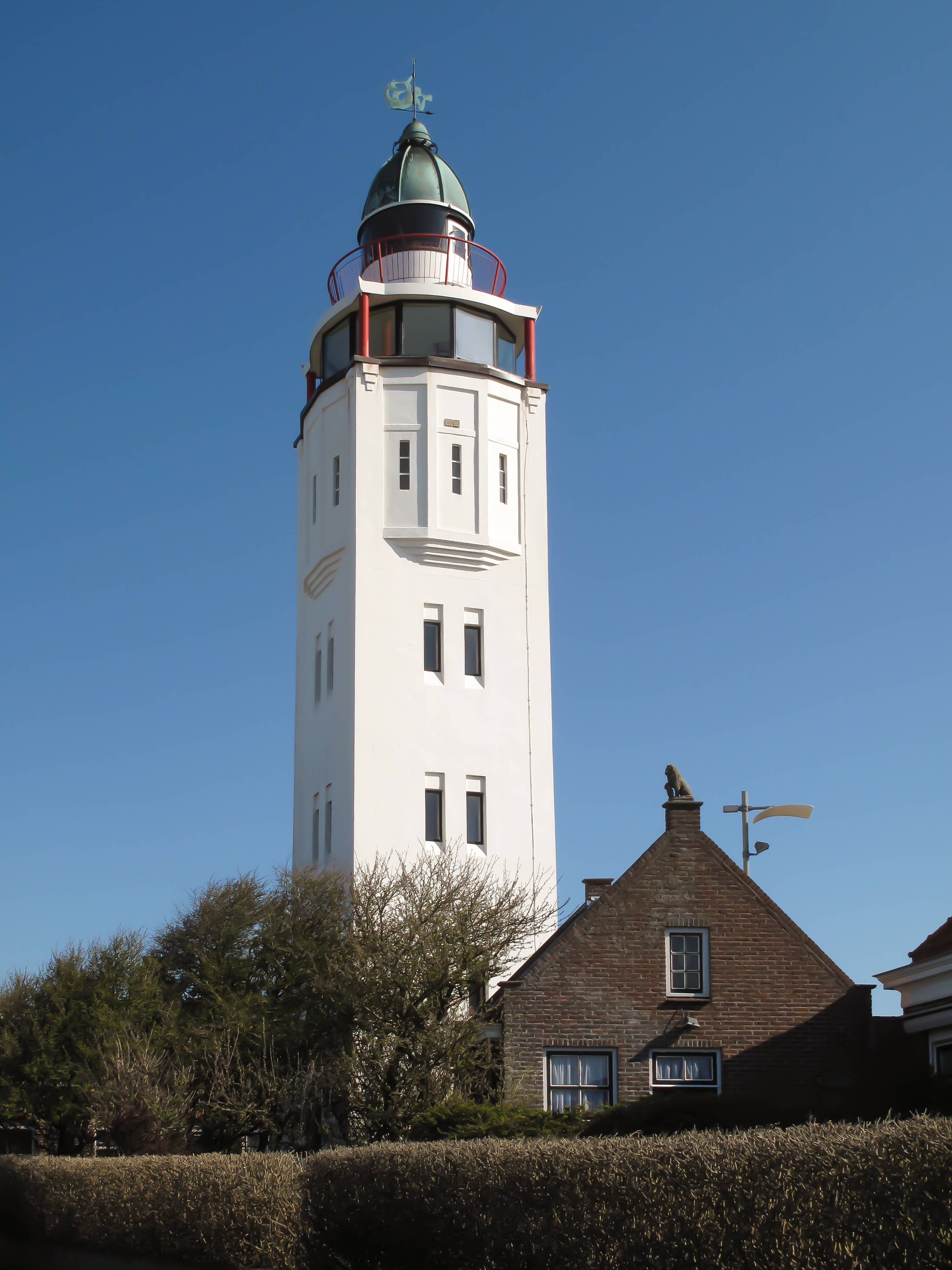
Гарлінгенський маяк
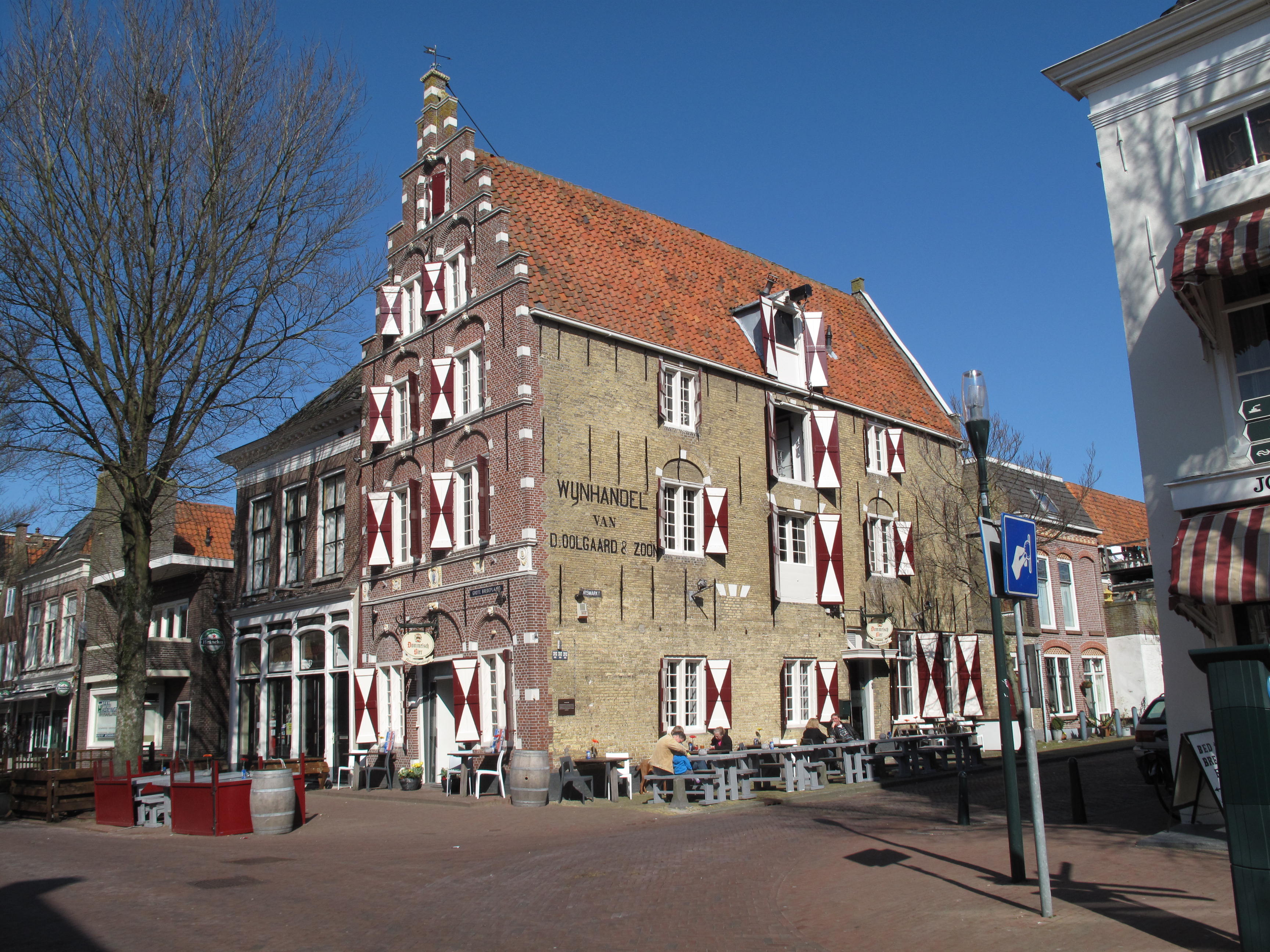
Історична будівля
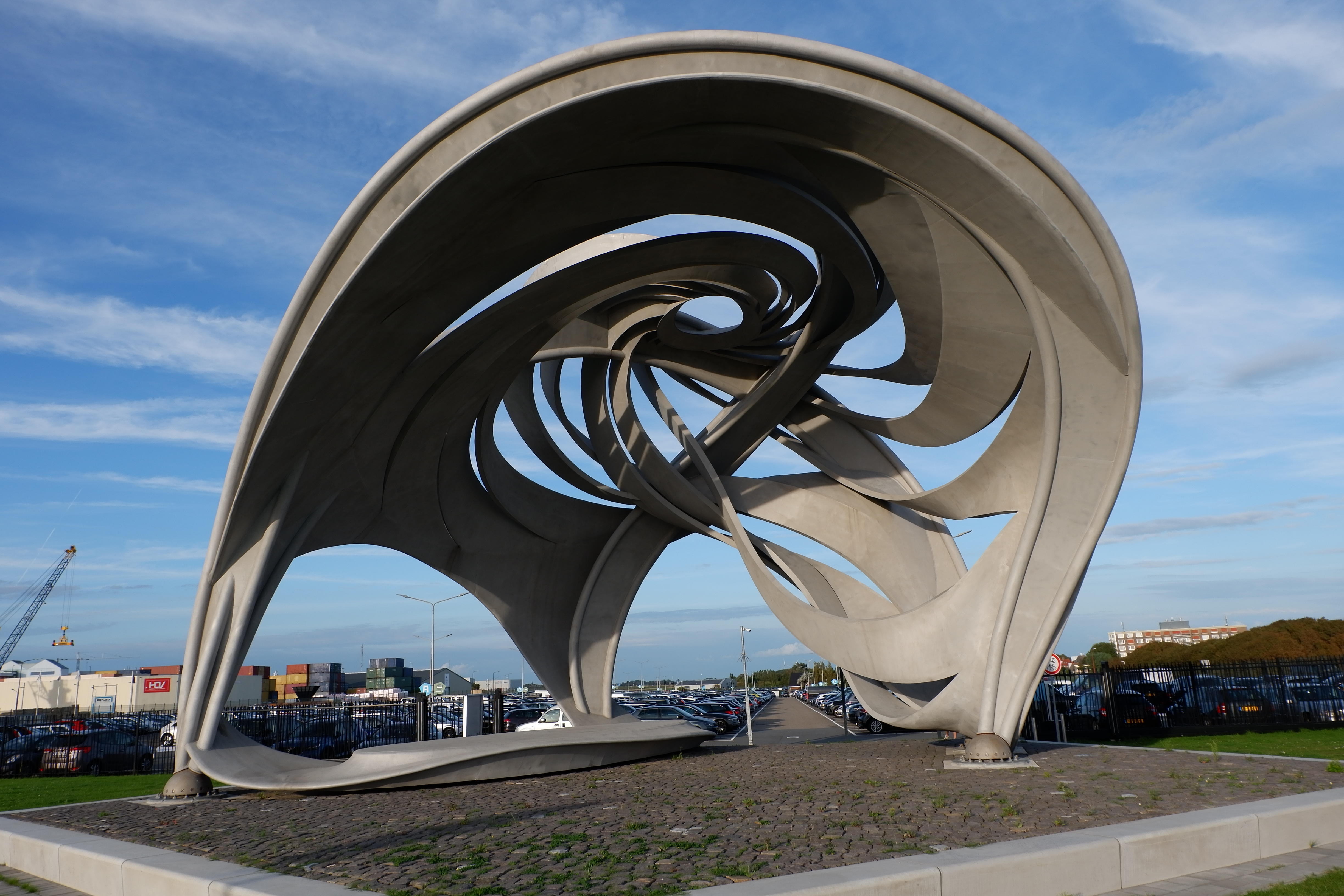
арт об'єкт "Розбитий глечик"
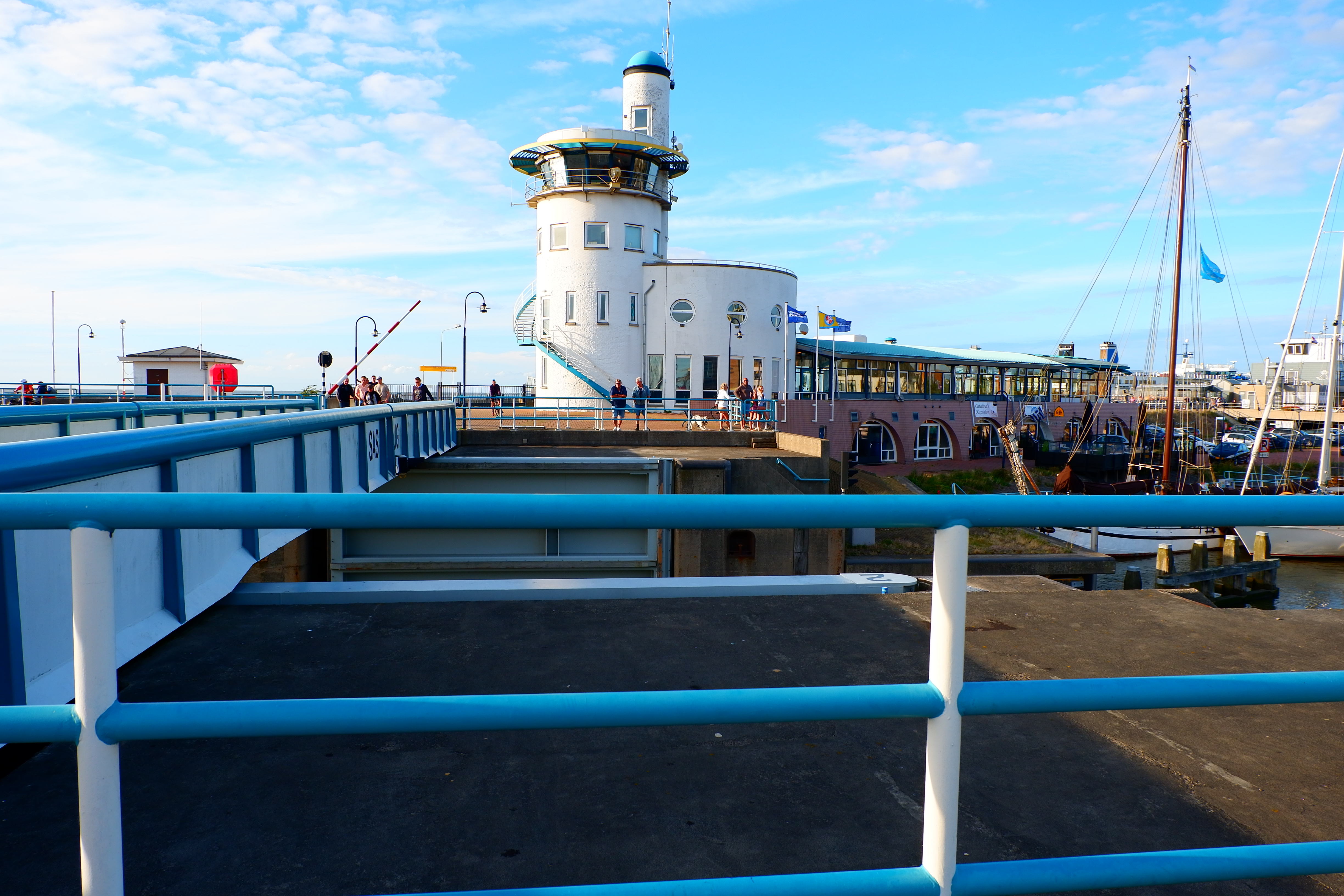
Портова адміністрація
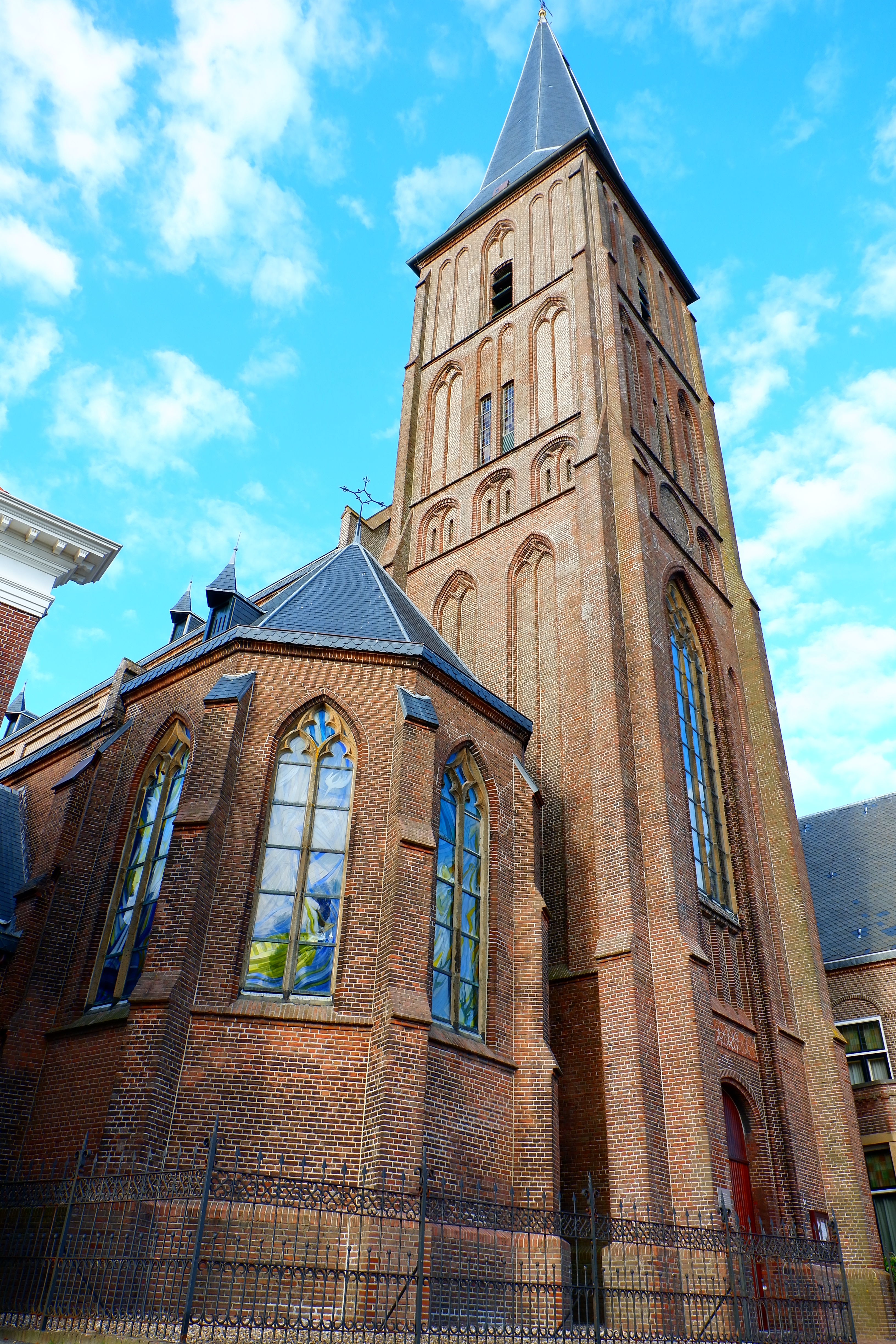
католічна церква Архангела Міхаеля